# 王存玉
王存玉（1963年—），江苏省兴化市人，中华人民共和国教育部长江学者讲座教授，中国工程院外籍院士，主要从事分子信号、口腔医学和转化医学等领域研究。

## 生平
王存玉先后毕业于南京医科大学口腔医学系、北京医科大学临床医学专业、北卡罗莱纳州立大学分子生物学和遗传学专业。曾在北京大学附属口腔医院工作，1999至2007年在密歇根大学任教，2007年起在加利福尼亚大学洛杉矶分校工程学院生物工程系任教。